# Acanthostichus texanus
Acanthostichus texanus é uma espécie de inseto do gênero Acanthostichus, pertencente à família Formicidae.